# Kålland
Kålland er en halvø i den  sydlige del af Vänern, som adskiller Kinneviken i øst og Dalbosjön mod vest. Den ligger i Lidköpings kommun i  Västra Götalands län i Sverige. På den nordlige og vestlige side findes en en naturskøn skærgård, Kållands skärgårdar. På dens vestlige side ligger Hindens rev, som er et 4 kilometer langt næs, som løber mod vest fra Kålland ud i Vänern, og hvis fortsættelse man kan se i Dalsland. Hindens rev er en endemoræne, som dannedes, da indlandsisen trak sig tilbage.
Kållandshalvøen udgør en del af den vestsvenske såkaldte mylonitzonen, som fortsætter nord om Vänern i form af Värmlandsnäs.
58°34′N 13°3′Ø / 58.567°N 13.050°Ø